# Poberounská subprovincie
Poberounská subprovincie nebo Poberounská soustava je geomorfologická soustava rozkládající se ve středních a jihozápadních Čechách. Její nejvyšší částí jsou Brdy; kromě nich zahrnuje Křivoklátsko a další pahorkatiny v povodí Berounky. Nejvyšším bodem je Tok v Brdech.

## Členění
Poberounská subprovincie se dělí na 2 oblasti (dříve podsoustavy) a 8 celků:

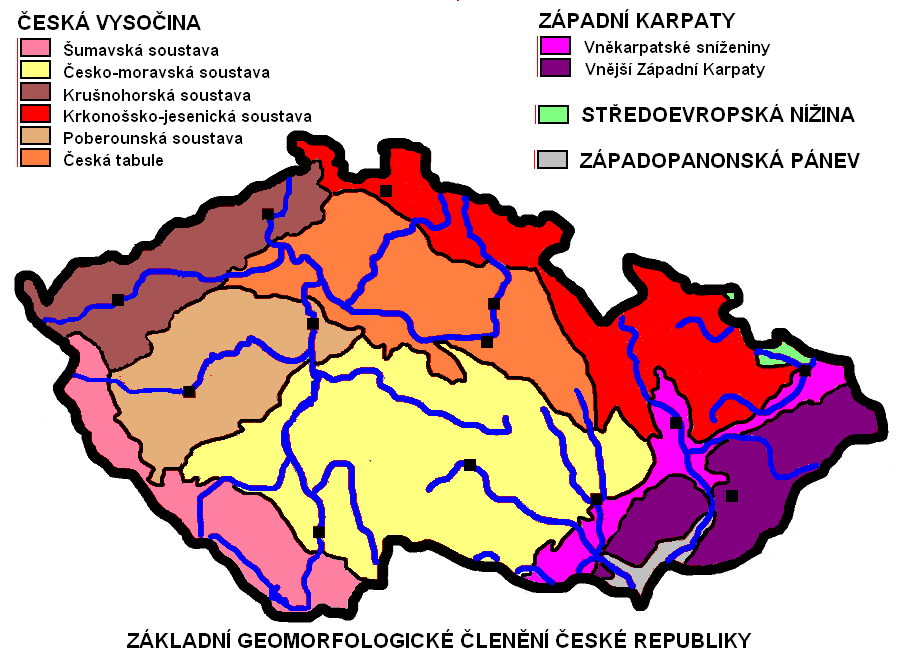
Geomorfologické členění České republiky.

- Brdská oblast
  - Džbán
  - Pražská plošina
  - Křivoklátská vrchovina
  - Hořovická pahorkatina
  - Brdská vrchovina
- Plzeňská pahorkatina
  - Rakovnická pahorkatina
  - Plaská pahorkatina
  - Švihovská vrchovina